# Winter X Games Europe I
I Winter X Games Europe I sono stati la prima edizione della manifestazione organizzata dalla ESPN, si sono svolti dal 10 al 12 marzo 2010 a Tignes, in Francia.

## Risultati

### Snowboard
| Evento | Evento     | Oro                | Argento         | Bronzo           |
| Uomini | Slopestyle | Eric Willet        | Sage Kotsenburg | Marko Grilc      |
| Uomini | Superpipe  | Jurij Podladčikov  | Mathieu Crepél  | Louie Vito       |
| Donne  | Slopestyle | Jenny Jones        | Kjersti Buaas   | Sina Candrian    |
| Donne  | Superpipe  | Kaitlyn Farrington | Torah Bright    | Sophie Rodriguez |

### Freestyle
| Evento | Evento     | Oro           | Argento             | Bronzo           |
| Uomini | Slopestyle | Tom Wallisch  | Bobby Brown         | Jossi Wells      |
| Uomini | Superpipe  | Kevin Rolland | Xavier Bertoni      | Justin Dorey     |
| Donne  | Slopestyle | Kaya Turski   | Keri Herman         | Ashley Battersby |
| Donne  | Superpipe  | Jen Hudak     | Rosalind Groenewoud | Anaïs Caradeux   |

## Medagliere
| Pos.   | Paese         | Oro | Argento | Bronzo | Totale |
| ------ | ------------- | --- | ------- | ------ | ------ |
| 1      | Stati Uniti   | 4   | 3       | 2      | 9      |
| 2      | Francia       | 1   | 2       | 2      | 5      |
| 3      | Canada        | 1   | 1       | 1      | 3      |
| 4      | Svizzera      | 1   | 0       | 1      | 2      |
| 5      | Regno Unito   | 1   | 0       | 0      | 1      |
| 6      | Australia     | 0   | 1       | 0      | 1      |
| 6      | Norvegia      | 0   | 1       | 0      | 1      |
| 8      | Nuova Zelanda | 0   | 0       | 1      | 1      |
| 8      | Slovenia      | 0   | 0       | 1      | 1      |
| Totale | Totale        | 8   | 8       | 8      | 24     |